# علامة حرف عربي
علامة الحرف العربي أو اختصاراً ALM هي محرف تحكم يستخدم في التنضيد للنص ثنائي الاتجاه المُحتوي على نصوص مختلطة من اليسار إلى اليمين (مثل اللاتينية والسيريلية) والنصوص من اليمين إلى اليسار (مثل الفارسية، العربية، السريانية، والعبرية).
بنحوٍ مُشابه إلى علامة يمين-إلى-يسار (RLM)، فإنّ ALM تُستعمل لتجميع الأحرف المتجاورة بالنسبة لاتجاه النص مع بعض التأثيرات على اتجاه المحارف القريبة.

## يونيكود
ترميز اليونيكون لمحرف ALM هو U+061C.

## روابط خارجية
- اقتراح لتشفير علامة الحرف العربي (ALM)
- ملحق معيار Unicode رقم 9: الخوارزمية ثنائية الاتجاه
- حرف Unicode (U + 061C)

1. ↑  "Unicode 13.0". جمعية الترميز الموحد. 10 مارس 2020.
2. 1 2  وصلة مرجع: https://html.spec.whatwg.org/multipage/syntax.html#character-references.
3. ↑  وصلة مرجع: https://www.unicode.org/Public/UCD/latest/ucd/NamesList.txt.